# A.S.D. Igea Virtus Barcellona
Associazione Sportiva Dilettantistica Igea Virtus Barcellona là một câu lạc bộ bóng đá Ý, có trụ sở tại Barcellona Pozzo di Gotto, Sicily.

## Lịch sử

### Từ Igea Virtus đến FC Igea Virtus Barcellona

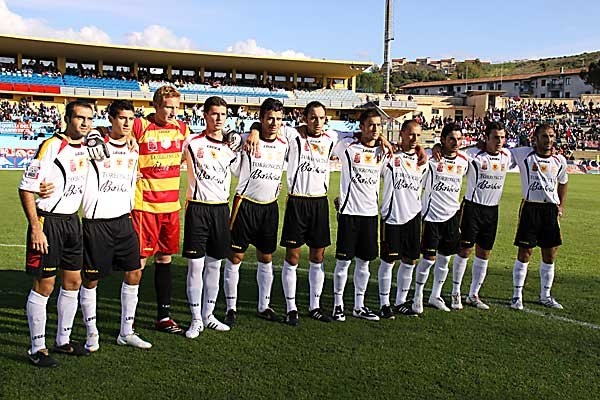
Đội hình của Igea Virtus tại mùa giải 2008-09

Câu lạc bộ được thành lập vào năm 1946 với tên gọi Igea Vitus và refounded năm 1964 với tên Associazione Sportiva Nuova Igea, và thay đổi thành Football Club Igea Virtus Barcellona vào năm 1993 sau khi sáp nhập với Barcellona.
Vào tháng 7 năm 2010, câu lạc bộ đã giải thể sau khi xuống hạng từ Lega Pro Seconda Divisione.

### ASD Igea Virtus Barcellona
Vào mùa hè năm 2011, câu lạc bộ đã được giới thiệu lại là Associazione Sportiva Dilettantistica Igea Virtus Barcellona sau khi sáp nhập giữa các đội của Jacanile Calcio Igea và Taormina Trappitello (giành được danh hiệu thể thao Prima Cargetoria Sicily). Câu lạc bộ cũng đã giành được Coppa Sicily của Prima Categoria.

## Màu sắc và huy hiệu
Màu của đội là vàng và đỏ.

## sân vận động
Câu lạc bộ, chủ yếu được biết đến như Igea hoặc Barcellona, chơi tại Stadio Carlo D'Alcontres.